# Reto
Reto (lat. Rhoetus) è un personaggio dell'Eneide di Virgilio, poema incentrato sulla guerra tra gli italici e i troiani di Enea sbarcati nel Lazio. Non va confuso con l'omonimo re della tribù marsa dei Marruvi, nominato nel libro X del poema.

## Il mito
Reto è uno dei 1.400 guerrieri rutuli assedianti la cittadella troiana nel nono libro del poema. A notte fonda però due giovani guerrieri troiani, Eurialo e Niso, armati di spada, riescono a penetrare nel campo dei nemici addormentati, e decidono di farne strage. In quel momento si sveglia appunto Reto, che nascostosi terrorizzato dietro un cratere vede la carneficina compiuta dalla spada di Niso: tra le immagini di morte che scorrono sotto i suoi occhi, il re Ramnete colpito mentre russa a piena gola, la decapitazione del condottiero Remo nel suo letto, l'auriga di questo sgozzato sotto i cavalli, la testa recisa al giovanissimo Serrano, di grande bellezza. Quando anche Eurialo comincia a mietere vittime - la sua furia omicida si abbatte su Fado, Erbeso, Abari e altri guerrieri di cui il poeta non dice il nome - Reto tenta di uscire dal luogo in cui si trova: ma viene assalito da Eurialo che gli caccia l'intera spada nel petto. Il guerriero italico esala l'anima dalla bocca, vomitando nel contempo il sangue e il vino bevuto.
 " Sic memorat uocemque premit, simul ense superbum

Rhamnetem adgreditur, qui forte tapetibus altis

exstructus toto proflabat pectore somnum,

rex idem et regi Turno gratissimus augur,

sed non augurio potuit depellere pestem.

Tris iuxta famulos temere inter tela iacentis

armigerumque Remi premit aurigamque sub ipsis

nactus equis ferroque secat pendentia colla.

Tum caput ipsi aufert domino truncumque relinquit

sanguine singultantem; atro tepefacta cruore

terra torique madent. Nec non Lamyrumque Lamumque

et iuuenem Serranum, illa qui plurima nocte

luserat, insignis facie, multoque iacebat

membra deo uictus; felix, si protinus illum

aequasset nocti ludum in lucemque tulisset

[...]

Nec minor Euryali caedes; incensus et ipse

perfurit ac multam in medio sine nomine plebem,

Fadumque Herbesumque subit Rhoetumque Abarimque

ignaros; Rhoetum uigilantem et cuncta uidentem,

sed magnum metuens se post cratera tegebat.

Pectore in aduerso totum cui comminus ensem

condidit adsurgenti et multa morte recepit.

purpuream uomit ille animam et cum sanguine mixta

uina refert moriens " 
(Virgilio, Eneide, libro IX, vv.324-38; vv.342-50)
" Così dice

 a bassa voce, e intanto con la spada

sgozza il tronfio Ramnete che spirava

dal profondo del petto un quieto sonno,

disteso sopra un mucchio di tappeti.

Anch'egli re, era fra tutti gli auguri

il più gradito a Turno; ma purtroppo

la sua arte profetica non valse

a salvargli la vita. Uccide pure

tre servi suoi sdraiati accanto a lui

alla rinfusa in mezzo alle armature, 

lo scudiero di Remo, ed all'auriga

che stava steso sotto i suoi cavalli,

squarcia col ferro il collo ciondolante,

poi spicca il capo al suo stesso padrone

abbandondando il tronco in un convulso

palpitare di sangue: il caldo e nero

fiotto inzuppa il terreno ed i giacigli.

È poi la volta di Lamiro e Lamo,

e di Serrano, baldo giovinetto

ch'essendo stato sino a notte tarda

occupato nel gioco, ora dormiva

vinto dal molto vino: fortunato

se avesse proseguito, pareggiando

la notte a quel divertimento, sino

alla luce del giorno!

[...]

Non è minore la strage di Eurialo:

anche lui, furibondo, incrudelisce,

e fra i tanti - plebaglia senza nome - 

uccide a bruciapelo Erbèso, Fado,

Abari e Reto; questi, in verità,

era ben sveglio e vedeva ogni cosa,

ma, in preda allo spavento, se ne stava

rincattuciato dietro un grande vaso.

Com'egli s'alza, Eurialo, da vicino,

gli conficca la spada in pieno petto

e la ritrae tutta rossa di strage.

Quello esala la vita, vomitando

sangue con vino "
(traduzione di Mario Scaffidi Abate)

## Fortuna dell'episodio
Nel diciottesimo canto dell'Orlando Furioso, Ludovico Ariosto fa perire nel sonno, ad opera del saraceno Cloridano, il soldato cristiano ubriaco Grillo. Come Reto, Grillo è caratterizzato da tratti bestiali: la morte per decapitazione rinvia però a Remo, Lamiro, Lamo e soprattutto Serrano, per via dello stato di ebbrezza, che in questo caso fa piuttosto emergere un che di infantile.
 " Poi se ne vien dove col capo giace

appoggiato al barile il miser Grillo:

avealo voto, e avea creduto in pace

godersi un sonno placido e tranquillo.

Troncògli il capo il Saracino audace:

esce col sangue il vin per uno spillo,

di che n'ha in corpo più d'una bigoncia;

e di ber sogna, e Cloridan lo sconcia. " 
(Ludovico Ariosto, Orlando Furioso, XVIII, 176)